# Tereftaloylchloride
Tereftaloylchloride, of systematisch: benzeen-1,4dicarbonyldichloride, en vaak afgekort tot TCL, is het acylchloride van tereftaalzuur. Bij kamertemperatuur is het een witte vaste stof. Het is een van de twee monomeren in de fabricage van Kevlar, de andere is p-fenyleendiamine. TCL is een belangrijke component in de synthese van hoogwaardige polymeren en aramidevezels, waar het bijdraagt aan de vlamvertragende werking, de weerstand tegen chemische aantasting, ongevoeligheid voor temperatuurschommelingen, laag gewicht en hoge treksterkte. TCL is ook effectief in het wegvangen van water en wordt daarom als stabilisator gebruikt voor isocyanaten en urethaan prepolymeren.

## Synthese
TCL wordt commercieel geproduceerd in de reactie van 1,4-bis(trichloormethyl)benzeen met tereftaalzuur.
{\displaystyle {\ce {C6H4(CCl3)2\ +\ C6H4(COOH)2\ ->\ 2C6H4(COCl)2\ +\ 2HCl}}}
TCL kan ook verkregen worden door het chlorieren van Dimethyltereftalaat

## Toepassingen
TCL wordt gebruikt in de vervaardiging van copolymeren en aramidepolymers, zoals Heracron, Twaron en Kevlar: